# Dischidodacylus
Dischidodacylus (Дишидодакилус — „раздвојени прсти”) је изумрли ихнород плацентални сисара из изумрлог реда Hyaenodonta, који је у периоду касног еоцена настањивао подручје Сјеверне Америке.

## Етимологија назива
| Ихнород:        | Поријекло назива од:                                                                                               | Значење назива:  |
| --------------- | --- | ---------------- |
| Dischidodacylus | - латинске ријечи дискиндо (лат. discindo), која значи раздвојен - и старогрчке ријечи дактилос (стгрч. δάκτυλος), која значи прст | раздвојени прсти |

| Ихноврста:  | Поријекло назива од:                                                             | Значење назива:         |
| ----------- | -------------------------------------------------------------------------------- | ----------------------- |
| D. stevensi | - рода Dischidodacylus - и презимена америчке палеонтологиње Маргарет С. Стивенс | стивенсин Дишидодакилус |

## Опис
Dischidodacylus stevensi је назив за јединку непознате врсте сисара из реда Hyaenodonta, која је иза себе оставила добро очуване отиске стопала на простору фосилни локалитета у округу Брустер (Тексас). Ови отисци су дуги 67 mm и широки 58 mm. Могући кандидати међу знаним представницима реда Hyaenodonta који су могли да оставе ове отиске су врсте из рода Hyaenodon.

## Систематика

### Класификација
| Ихноврста:                             | Распрострањеност фосила и локација: | Временски распон:      |
| -------------------------------------- | ----------------------------------- | ---------------------- |
| †D. stevensi (Sarjeant & Wilson, 1988) | САД (Тексас)                        | 39,7 до 37,0 мил. год. |